# Rebecca Lee Crumpler
Rebecca Lee Crumpler z domu Davis (ur. 8 lutego 1831 w Christnianie w USA, zm. 9 marca 1895 w Fairview) – amerykańska lekarka, pielęgniarka oraz autorka książek.

## Życiorys
Przyszła na świat się jako córka Matildy Webber i Absoluma Davisa. Nie wychowywała się z rodzicami, a z ciocią, która mieszkała w stanie Pensylwania. Mimo że ciotka nie skończyła szkoły medycznej i nie była lekarką, pomagała i opiekowała się mieszkańcami miasta, w którym mieszkały. To ona była inspiracją dla Rebeki, aby ta w późniejszych latach wybrała się do szkoły medycznej. W 1852 Rebecca wyprowadziła się od ciotki i przeniosła się do Charlestown w stanie Massachusetts. Pracowała tam jako pielęgniarka w latach 1855–1864, jeszcze przed tym, jak w dostała się do upragnionej szkoły medycznej.

## Edukacja
Od 1860 uczęszczała do medycznej szkoły wyższej w Bostonie przeznaczonej wyłącznie dla kobiet. Wówczas niewiele czarnoskórych osób miało możliwość kształcić się na tym poziomie, jeszcze mniejszy odsetek z nich kończyło szkołę. Udało jej się zdobyć stypendium z funduszu Wade Scholarship. Gdy Rebecca ukończyła college w 1864, była pierwszą czarnoskórą kobietą z dyplomem lekarza w historii Stanów Zjednoczonych. Była także jedną z pierwszych czarnoskórych kobiet, która wydała naukową książkę.
Od 1874 Crumpler uczyła się w Wilmington, a od 1876 w New Castle w Delaware.

## Praca zawodowa
Po skończeniu szkoły medycznej rozpoczęła pracę w jednym z bostońskich szpitali. Udzielała tam głównie pomocy medycznej kobietom i dzieciom pochodzenia afroamerykańskiego z niższych klas społecznych. Zaraz po zakończeniu wojny secesyjnej przeniosła się do Richmond w stanie Wirginia. Wierzyła, że jest to idealne miejsce na zdobycie doświadczenia w zwalczaniu chorób, które dotykają kobiety i dzieci.
Pracowała dla agencji rządowej Freedmen's Bureau, zapewniając opiekę medyczną uwolnionym niewolnikom, którym często odmawiano pomocy od białych lekarzy. Pracowała pod okiem komisarza Orlando Browna.
Jako pierwsza kobieta na stanowisku lekarza o pochodzeniu afroamerykańskim, często spotykała się z rasizmem zarówno ze strony administracji, jak i innych lekarzy (szczególnie mężczyzn). Niektórzy żartowali, że skrót od słów medical doctor (M.D.) oznacza mule driver, czyli "kierowca osłów".
Crumpler mieszkała przy Joy Street w Bostonie, głównej ulicy społeczności afroamerykańskiej w Beacon Hill. Poświęcała swój czas na leczenie dzieci, nie zważając na majątek ich rodziców.

## A Book of Medical Discourses

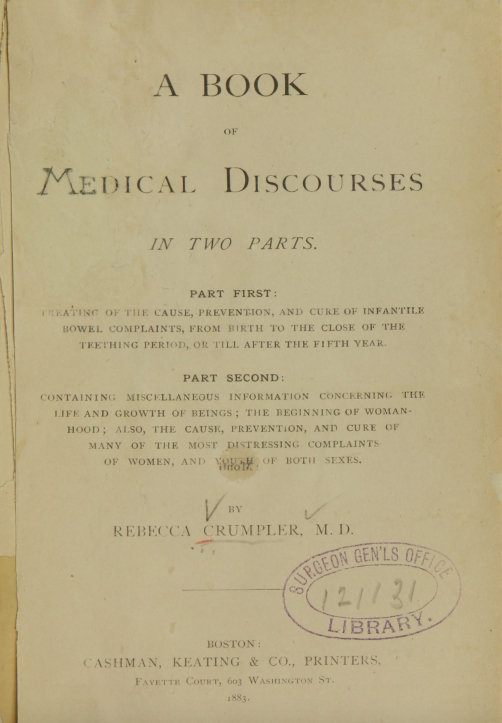
A Book of Medical Discourses Rebbeki Lee Crumpler, 1883

W 1883 opublikowała książkę A Book of Medical Discourses składającą się z notatek, które zbierała w trakcie całej swojej kariery medycznej. Pozycja była poświęcona głównie pielęgniarkom i matkom. Crumpler spisała w niej swoje obserwacje na temat opieki nad kobietami i dziećmi. Chciała podkreślić, jak ważne jest zapobieganie schorzeniom i że jest to klucz do uniknięcia wielu tragicznych sytuacji. W książce podkreśliła, że przed rozpoczęciem pracy pielęgniarki kobiety powinny zapoznać się z działaniem układów ludzkiego ciała, np. pracując jako asystentka lekarza. Może to im ułatwić przyszłą pracę. Publikacja podzielona jest na dwie części. W pierwszej autorka skupia się na zapobieganiu i łagodzeniu problemów jelitowych, które mogą wystąpić w okresie ząbkowania u dzieci aż do ok. 5. roku życia. W drugiej części Crumpler opisała kolejne etapy rozwoju człowieka, początki okresu dojrzewania u dziewczynek, a także objawy i przyczyny najczęściej spotykanych schorzeń swoich czasów. Oprócz wielu medycznych wskazówek zamieściła też opisy swoich przeżyć z pracy lekarskiej, a także opinie na temat ówczesnej sytuacji politycznej i społecznej. Pisała m.in. o tym, co jej zdaniem jest kluczem do udanego małżeństwa oraz co skłoniło ją do rozpoczęcia nauki w szkole medycznej.

## Życie prywatne
Podczas pobytu w Charlestown Rebecca Davis poślubiła Wyatta Lee, byłego niewolnika pochodzącego z Wirginii. Ślub odbył się 19 kwietnia 1852. Rok po ślubie syn Wyatta z pierwszego małżeństwa zmarł, mając zaledwie 7 lat. Po jego śmierci Rebecca postanowiła rozpocząć naukę w szkole dla pielęgniarek. W tym czasie zmarł mąż Rebeki. Został pochowany na cmentarzu Mount Hope w Bostonie. Rebecca Lee po raz drugi wyszła za mąż 24 maja 1865, poślubiając Artura Crumplera w Saint John w Nowym Brunszwiku. Artur był zbiegłym niewolnikiem z Southampton County w Wirginii. Mimo trudnych przeżyć zdobył potrzebne wykształcenie i doświadczenie, dzięki któremu służył w Armii Unii w czasie wojny secesyjnej jako kowal. W 1862 postanowił przenieść się do stanu Massachusetts. Tam poznał Rebecce. Pracowała wówczas w elitarnej szkole West Newton English and Classical School.
Rebecca i Artur byli zaangażowanymi członkami Twelfth Baptist Church. Mieszkali na Garden Street 20 w Bostonie. W 1870 w grudniu powitali na świecie córkę Lizzie Sinclair Crumpler.
W 1874 Rebecca pożegnała swojego bliskiego przyjaciela Charlesa Sumnera, który za życia pełnił funkcję senatora stanu Massachusetts. W czasie mszy pogrzebowej przeczytała autorski wiersz przygotowany właśnie na tę okazję. Odwołała się w nim do faktu, że Charles uwielbiał czytać wiersze i eseje Ralpha Waldo Emersona.
Przed 1880 Crumplerowie przenieśli się do dzielnicy Hyde Park w Bostonie.
Zostali pochowani na Fairview Cemetery.

## Dziedzictwo
Nie zachowały się żadne fotografie Crumpler. Jedyny ślad, jaki po niej pozostał, to artykuł w dzienniku „The Boston Globe”, gdzie została opisana jako bardzo miła i inteligentna kobieta oraz oddana członkini kościoła. Rebecca powiedziała redaktorowi artykułu, że sekretem do udanego małżeństwa jest staranne przestrzeganie konwenansu w zalotach do momentu, gdy stanie się on zrozumiały dla obojga.
Na jej cześć nazwano jedno z pierwszych towarzystw medycznych dla afroamerykańskich kobiet, Rebecca Lee Society. Jej dom przy ulicy Joy Street stał się jednym z przystanków Boston Women’s Heritage Trail, czyli pieszych wycieczek po Bostonie upamiętniających zasłużone kobiety.
W 2019 gubernator stanu Wirginia Ralph Northam ogłosił dzień 30 marca Dniem Rebekki Lee Crumpler (Narodowy Dzień Lekarzy).
Na Uniwersytecie Syracuse znajduje się organizacja The Rebecca Lee Pre-Health Society stworzona w celu promowania i zachęcania osób z różnych środowisk do wykonywania zawodów związanych ze zdrowiem publicznym. Oferuje pomoc studentom, którzy pragną uczęszczać do elitarnych szkół medycznych, jednak ze względu na problemy finansowe nie są w stanie sobie na to pozwolić.
W dniu 16 lipca 2020 na cmentarzu Fairview odbyła się uroczystość upamiętniająca Rebeccę Lee Crumpler i jej męża Artura. Dzięki zbiórce zainicjowanej przez Vicky Gall, miłośniczki historii, a także przewodniczącej organizacji Friends of the Hyde Park Library, udało się opłacić renowację nagrobku pary.